# Réserve naturelle nationale du Toarcien
La réserve naturelle du Toarcien (RNN91) est une réserve naturelle nationale française à vocation géologique située en Nouvelle-Aquitaine près de la ville de Thouars d'où vient le nom « Toarcien ». Classée en 1987, elle occupe une surface de 0,61 hectare, ce qui en fait la plus petite réserve naturelle nationale de France. Elle protège deux anciennes carrières contenant le stratotype du Toarcien.

## Localisation

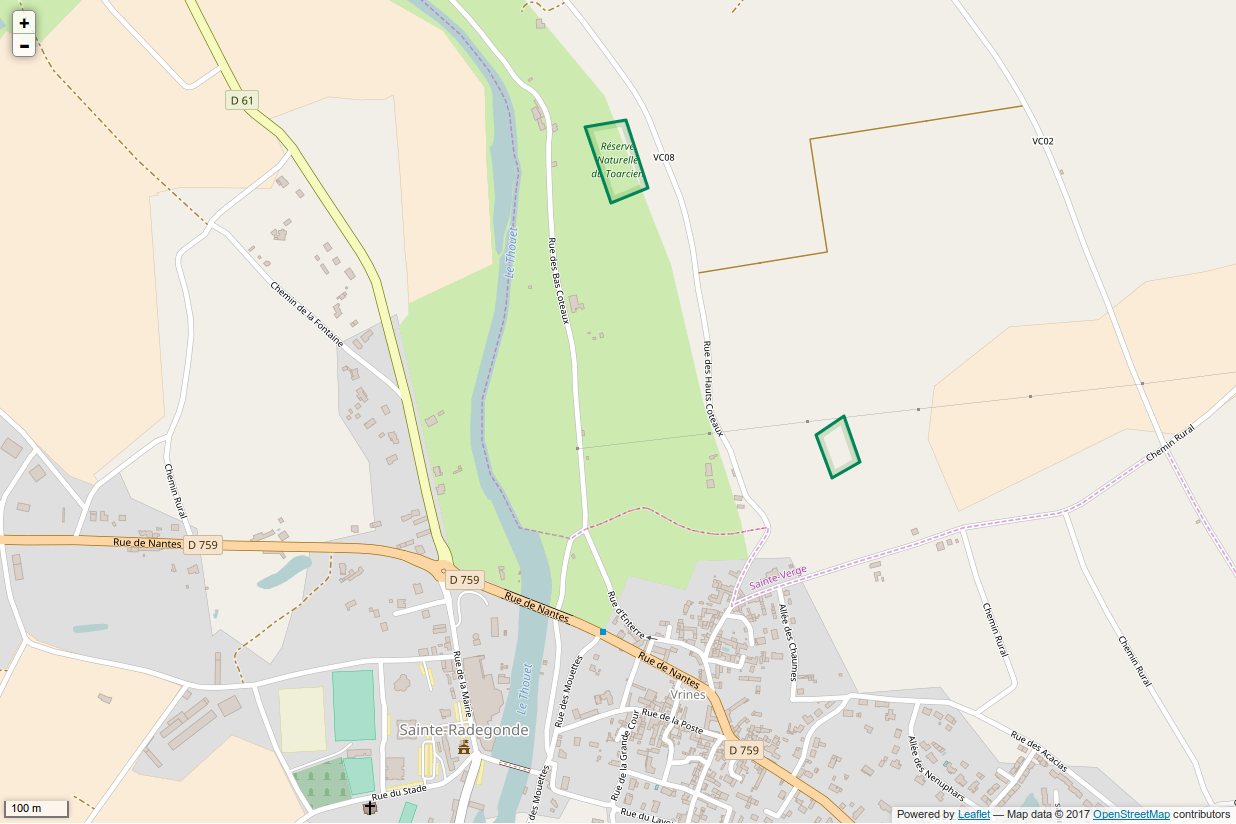
Périmètre de la réserve naturelle.

Le territoire de la réserve naturelle est dans le département des Deux-Sèvres, à l'ouest de la commune de Sainte-Verge. Il consiste en deux anciennes carrières à ciel ouvert séparées de quelques centaines de mètres dans la vallée du Thouet. La première est située au lieu-dit les Groies et la seconde à environ 500 mètres au sud, au lieu-dit les Hauts-Côteaux. Elle contiennent le stratotype (affleurement-type d'un étage géologique) du Toarcien, étage du Jurassique inférieur.
Sa superficie de 0,61 hectare, (soit 6 100 m2) en fait la plus petite réserve naturelle nationale de France. Il existe cependant plusieurs réserves naturelles régionales de taille inférieure.

## Histoire du site et de la réserve
En 1849, le géologue Alcide Dessalines d'Orbigny se servit d'une des carrières, près de la ferme du Rigollier, entre Vrines et Pompois, sur la commune de Sainte-Verge, pour établir le Toarcien. Ce stratotype fut ensuite affiné par Eugène Eudes-Deslongchamps puis par Jules Welsch. En 1962, Jean Gabilly s'en servit pour définir de nouvelles subdivisions de l'étage, les « horizons », basées sur la répartition des faunes d'ammonites. La réserve naturelle a été créée le 23 novembre 1987.

## Écologie (biodiversité, intérêt écopaysager, …)
Le stratotype du Toarcien comprend une formation sédimentaire d'origine marine très riche en fossiles avec notamment plus de 80 espèces d'ammonites, des foraminifères, des ostracodes, des lamellibranches, des gastéropodes…
Par ailleurs, la réserve naturelle (site no 2) permet l’observation de trois étages successifs du Jurassique (Pliensbachien, Toarcien et Aalénien), d’une discordance angulaire entre le Crétacé supérieur, représenté par les argiles du Cénomanien, et le Jurassique moyen (Aalénien), et d’une discordance entre les alluvions de la haute terrasse du Thouet (Mio-Quaternaire) et le Crétacé supérieur.
Les espèces d'ammonites ayant évolué très rapidement, elles servent de marqueur géologique au sein des terrains d'où elles sont issues. L'étage du Toarcien est ainsi découpé en 34 unités élémentaires ou « horizons ». Chaque horizon correspond à une durée d'environ 260 000 ans et est caractérisé par une ou plusieurs espèces d'ammonites spécifiques.

### Géologie
La carrière des Hauts-Coteaux expose une coupe nettement plus développée que la carrière des Groies. Elle montre de bas en haut :
- des grès ferrugineux et des calcaires gréseux (> 0,50 m). Ils renferment quelques fossiles, notamment des bivalves (Pectinidae), des gastéropodes et des bélemnites et montrent de très nombreux terriers de vers ;
- des calcaires bioclastiques à oolithes ferrugineuses (1,20 m). Ils sont extrêmement riches en bioclastes (essentiellement des fragments de coquilles de bivalves et de gastéropodes) et en oolithes ferrugineuses, de petites sphères composées de minces couches concentriques d’oxydes de fer. S’y ajoutent des ammonites et des bélemnites. Ils se rapportent au Toarcien inférieur et moyen ;
- des calcaires argileux qui alternent avec des marnes (6,90 m). Ils (elles) contiennent également de nombreux fossiles, principalement d’organismes pélagiques, animaux qui évoluaient en pleine eau (ammonites, nautiles, bélemnites...). Ils s’échelonnent du sommet du Toarcien moyen à l’Aalénien inférieur[3].

## Intérêt touristique et pédagogique
Sur le site des carrières, des panneaux d'interprétation et des mats portant des chiffres matérialisent la succession des
différentes strates et permettent de découvrir les caractéristiques des différentes couches géologiques.

## Administration, plan de gestion, règlement
Par convention, la réserve naturelle est gérée par la communauté de communes du Thouarsais.

### Outils et statut juridique
La réserve naturelle a été créée par un décret du 23 novembre 1987. Les articles 5 à 11 du chapitre III du décret réglementent la réserve et précisent diverses interdictions. L'article 5 indique qu’« il est interdit de porter atteinte de quelque manière que ce soit au front de taille, aux substances minérales ou fossiles de la réserve ».